# Роберт Крамб
Роберт Денніс Крамб (англ. Robert Dennis Crumb, нар. 30 серпня 1943) — американський художник-ілюстратор, карикатурист, засновник андеґраундного комікс-руху.

## Життєпис
Крамб народився у 1943 році в Філадельфії. Його батько, Чарльз, служив кадровим офіцером в Корпусі морської піхоти США, а мати, Беатріс, була домогосподаркою. У середині 1960-х Крамб переїхав до Клівленду, де влаштувався працювати дизайнером листівок в American Greetings Corporation. Незабаром він став ілюстратором перших випусків коміксу «Американська пишнота» Гарві Пікара.
У 1967 році Крамб переїхав в Сан-Франциско, центр контркультурного руху. Тут він підготував до публікації перший номер свого коміксу Zap, проте його видавець несподівано зник разом з усіма оригінальними роботами Крамба. Однак, у нього збереглися ксерокопії свого твору, і, завдяки допомозі поета — бітника Чарльза Плаймелла, в 1968 році був вийшов перший номер андеґраудного коміксу. Після успіху першого випуску «Zap», поряд з коміксами Крамба, на сторінках видання, також з'явилися роботи Ріка Гріффіна, Віктора Москосо, Гілберта Шелтона та інших ілюстраторів. У той же період Крамб виступив автором обкладинки альбому Cheap Thrills гурту Big Brother & the Holding Company. Сам Крамб заявляв, що розробити свій унікальний стиль йому допоміг ЛСД.
Широку популярність здобула серія коміксів Крамба «Кіт Фріц» про сексуальні пригоди антропоморфного представника сімейства котячих. Комікс друкувався з 1965 року в журналах Help! i Cavalier. 1972 року за його мотивами вийшла однойменна анімаційна стрічка, проте Крамб був настільки незадоволений нею, що в тому ж році випустив останній випуск коміксу, в якому кота Фріца вбиває його колишня подруга.
Переїхавши в Францію, ілюстратор створив нових персонажів, що запам'ятовуються, таких як Mr.Natural, Mr.Snoid, Angelfood MacSpade і Devil Girl. 2009 року їм вийшла «Книга Буття» (англ. The Book of Genesis), що являє собою ілюстровану Біблію у фірмовому стилі Крамба. Яка була тричі номінований на премію Comic Industry Awards 2010 Вілла Айснера: найкраща адаптація іншого твору, найкращий графічний альбом, найкращий сценарист/художник. Також американське видавництво Fantagraphics випустило багатотомну серію The Complete Crumb Comics, це повне зібрання робіт Крамба.
У 1994 році режисер Террі Цвігофф зняв документальний фільм «Крамб» про Роберта Крамб.

## Особисте життя
Робер Крамб був двічі одружений: з Даною Морган (1964—1977) і Елайн Комінскі (1978 — нині). Живе на півдні Франції з дружиною і дочкою.